# Lo Hsing Han
Lo Hsing Han o Law Sit Han (chino simplificado: 罗兴汉, chino tradicional: 罗兴汉, pinyin: Luó Xīnghàn) (Shan, c. 1935 - Rangún, 6 de julio de 2013) fue un narcotraficante birmano que se convirtió en un gran magnate de los negocios birmano, con vínculos financieros con Singapur. Era parte de la etnia kokang. Su esposa, Zhang Xiaowen, es una ciudadana china y natural del condado de Gengma en Yunnan.

## Muerte
Lo murió el 6 de julio de 2013, en Rangún, Birmania. Tenía 80 años y le sobreviven su esposa, cuatro hijos, cuatro hijas y 16 nietos.